# Подія (теорія відносності)
Поді́я (світова́ то́чка) в теорії відносності — моментальне локальне явище, що відбувається в унікальному часі і місці, тобто точці в просторі-часі. Події є елементами плоского простору Мінковського СТВ і викривленого псевдоріманового простору-часу ЗТВ.
Будь-яку подію можна однозначно вказати за допомогою чотирьох просторово-часових координат xi = (x0, x1, x2, x3) (час події x0 і її координати в тривимірному просторі x1, x2, x3), заданих у конкретній системі відліку. Координати події в іншій системі відліку будуть, загалом, іншими, проте нові координати події x'i можуть бути обчислені за старими за допомогою формул перетворення координат — у СТВ це перетворення Лоренца: x'i = Λijxj, де Λij — матриця перетворення Лоренца, а за повторюваними індексами виконано підсумовування.

## Зноски
1. ↑  Feynman, Leighton та Sands, 1963, 17-1 The geometry of space-time.